# Projecte de vida
Un projecte de vida és aquella raó, objectiu, meta o sentit que tenen les persones en relació amb la seva pròpia existència i al lloc que ocupen al món. És motor indispensable per desenvolupar una vida amb sentit i plenitud. "És la forma que les persones tenim de plantejar-nos la nostra existència per aconseguir les nostres metes i desitjos, en relació amb diferents àmbits de desenvolupament personal i social". El concepte de projecte de vida està, doncs, íntimament vinculat al sentit de la vida, àmpliament estudiat pel psiquiatre Víctor Frankl.

## Gerontologia
El projecte de vida és un aspecte clau a l'hora d'acompanyar i donar suport a persones institucionalitzades. Aporta un rol, un espai al món, un lloc en què la nostra pròpia existència guanya sentit i significat, i amb ella, tant els moments de felicitat com els de patiment. En el mateix moment de l'ingrés en un entorn institucional, una residència per a gent gran, per exemple, es trenca automàticament amb la programació d'aquest rol (Erving Goffman).
L'Atenció centrada en la persona, en la mesura que vol revertir processos d'institucionalització, situa el projecte de vida al centre de la planificació de les activitats i la vida de la persona.
En relació amb els serveis per a gent gran, "els professionals podem convertir-nos en importants suports dels projectes de vida de les persones si:
- Sabem identificar el que és realment important per a elles
- Permetem i donem suport a la seva continuïtat
- Destaquem els èxits positius aconseguits durant la vida
- Escoltem els seus desitjos
- Donem suport i suggerim metes de vida encara assolibles."[1][4]